# Anambrophyes anambrana
Anambrophyes anambrana is een vlinder uit de onderfamilie Olethreutinae van de familie bladrollers (Tortricidae). De wetenschappelijke naam van de soort is voor het eerst geldig gepubliceerd in 2012 door Józef Razowski & Janusz Wojtusiak.

## Type
- holotype: "male. 17.IV.1982. leg. J. Wojtusiak. genitalia slide no. 1268"
- instituut: MZUJ in Kraków, Polen
- typelocatie: "Nsukka Forest Reserve in Nigeria"